# راندي شيكمان
راندي واين شيكمان (بالإنجليزية: Randy Wayne Schekman)‏ (ولد في 30 ديسمبر 1948) هو عالم أحياء أمريكي في جامعة كاليفورنيا، بيركلي ، ورئيس التحرير السابق لوقائع «الأكاديمية الوطنية للعلوم»، في عام 2011 أعلن كمحرر لمجلة إيلايف، وهي مكانة عالية لمجلة نشرت من قبل معهد هوارد هيوز الطبي وجمعية ماكس بلانك ومؤسسة ويلكوم ترست في عام 2012 ، كما أنه انتخب في «الأكاديمية الوطنية للعلوم» في 1992.
في عام 2013، كان شيكمان واحد من ثلاثة باحثين تقاسموا جائزة نوبل في الطب أو علم وظائف الأعضاء (مع جيمس روثمان وتوماس سودهوف).

## مواقفه إزاء سبل النشر العلمي المختلفة
في مقالة له على الغارديان، انتقد بروفيسور شيكمان سبل التقدم في الوسط العلمي. حيث يرى أن النشر في المجلات والدوريات العلمية المرموقة يدفع الباحثين إلى التركيز على ما هو براق ورائج عوضا عن ما هو مهم وله مردود على أرض الواقع. وقد استنكر طريقة عمل المجلات والدوريات العملية المرموقة مثل سِل (cell) ونيتشر وساينس (science) حيث شبه سبلهم لتحقيق التميز بتلك المتبعة من قبل مصممي الأزياء الذين يقللون العرض لضمان زيادة الطلب. وأوضح أنهم في بعض الأحيان قد يصل بهم الأمر إلى قبول مقالات بها عيوب وتدليسات واضحة من أجل الإثارة والشهرة ولا يقومون بالتراجع عن دعم هكذا مقالات إلا بعد انتقادات قوية وصريحة من المجتمع العلمي. ورجى الجامعات، وممولي البحث العلمي أن يحثوا لجان المنح على النظر إلى العديد العوامل عند تقييم الأبحاث العلمية مثل مدى جودة البحث. كما أشاد بدور الدوريات العلمية المفتوحة مثل أي-لايف (eLife) التي قام بالنشر بها، حيث أن هذه الدوريات تقبل كل الأبحاث التي تستوفي معايير الجودة الحقيقية من وجهة نظره. ويرى أن هذا النوع الثوري من الدوريات لم يكن لينتشر إلا بفضل تكنولوجيا الويب وحرص القائمون على جعل جميع الأبحاث متاحة للجميع مجاناً. وقد أشار إلى أنه سيقاطع كل الدوريات المرموقة على الرغم من أن أبحاثه التي ساهمت في حصوله على جائزة نوبل قد نشرت بها.

## روابط خارجية
- راندي شيكمان على موقع الموسوعة البريطانية (الإنجليزية)
- راندي شيكمان على موقع مونزينجر (الألمانية)